# Mid-Infrared Instrument

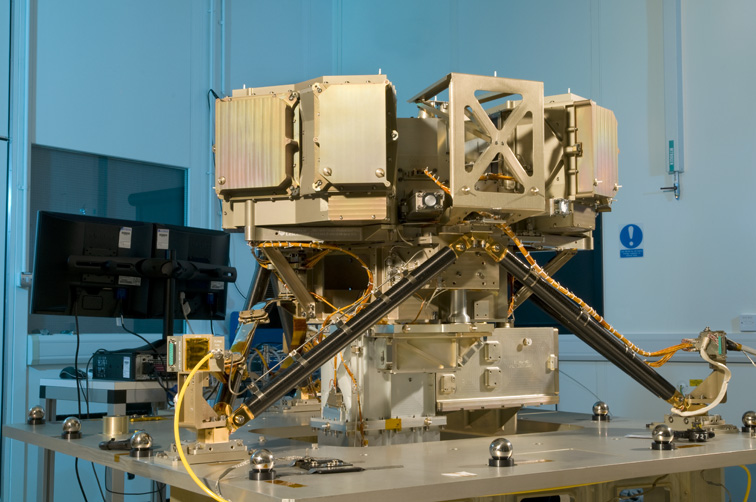
MIRI

Mid-Infrared Instrument, kallas MIRI, är ett instrument på James Webb-teleskopet. MIRI är en kamera och en spektrograf som observerar mitten till lång infraröd strålning från 5 mikron till 28 mikron. Den har också koronagrafer, särskilt för att observera exoplaneter. 
Medan de flesta andra instrument på Webb kan se från början av nära-infraröd, eller till och med så kort som orange synligt ljus, kan MIRI se längre våglängdsljus där de andra instrumenten inte räcker till. MIRI är utformad för breda vyer men spektrografen har en mindre vy. Eftersom den ser på de längre våglängderna måste den vara svalare än de andra instrumenten (se Infraröd astronomi), och den har ett extra kylsystem. Kylsystemet för MIRI inkluderar en Puls Tub-förkylare och en Joule-Thomson Loop-värmeväxlare. Detta gör att MIRI kan kylas ner till en temperatur på 7 kelvin under uppdrag i rymden. 

## Galleri

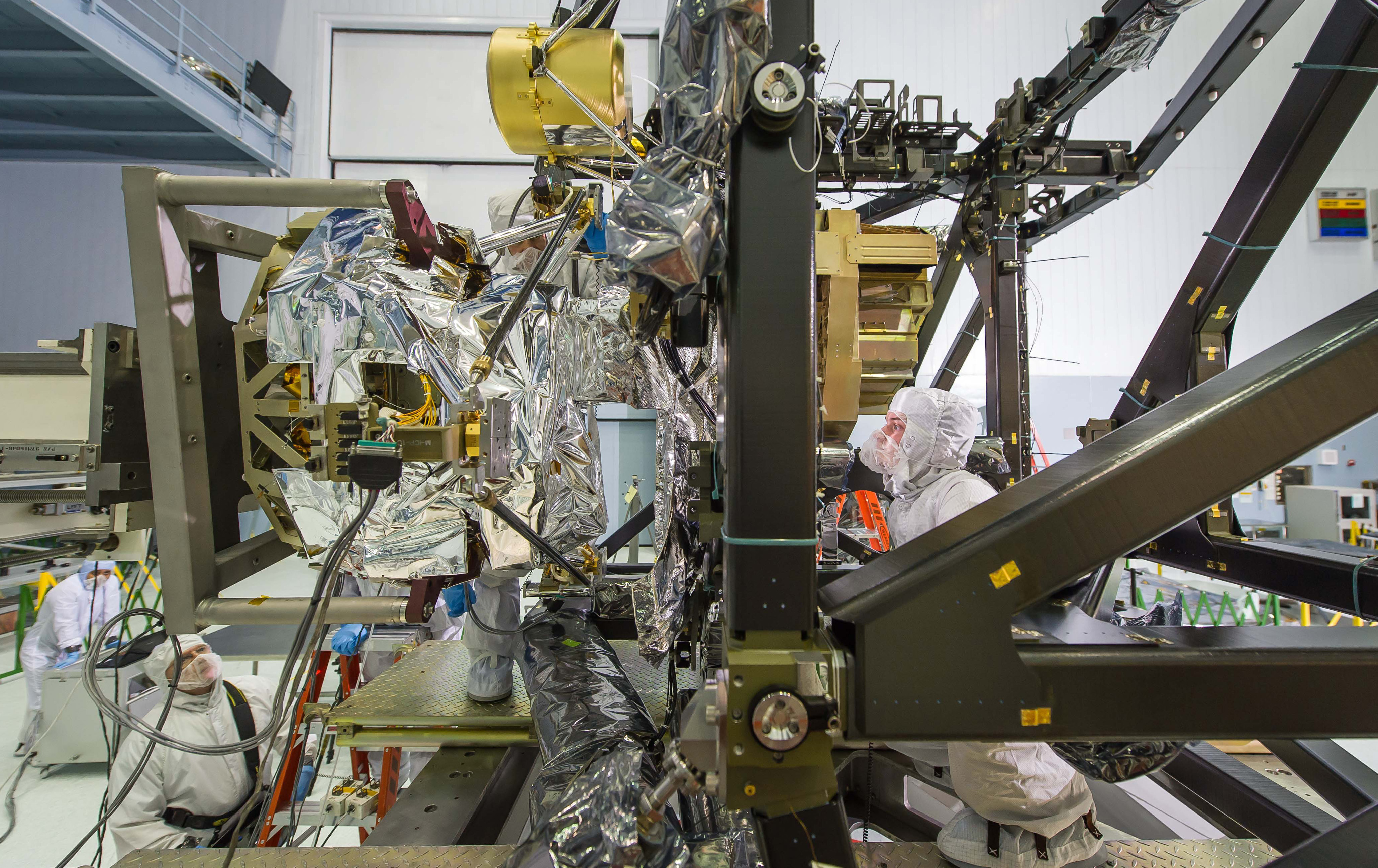
MIRI integreras i ISIM, 2013.
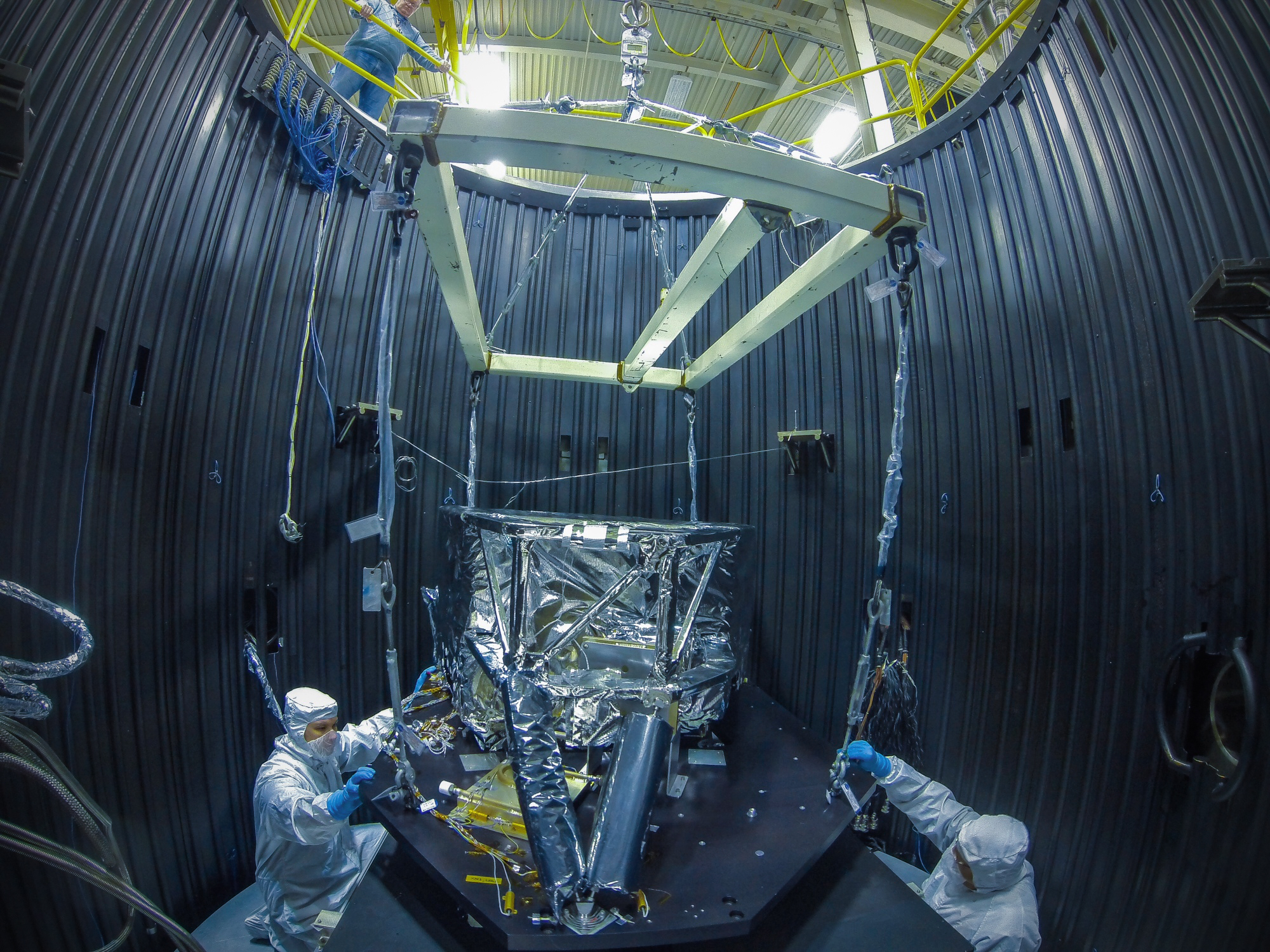
MIRIs kylsystem testas.
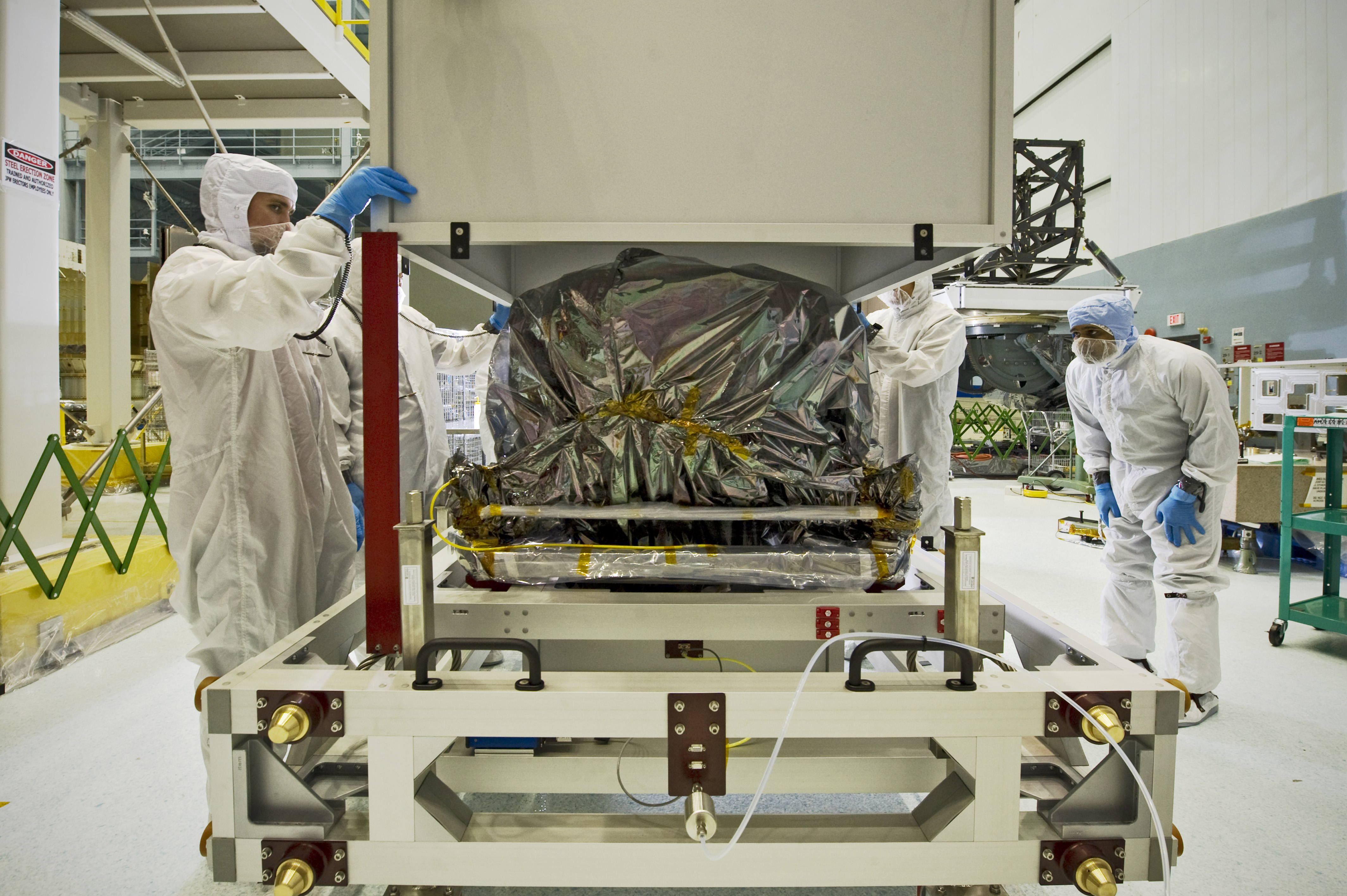
MIRI ouppackad vid Goddard Space Flight Center, 2012.
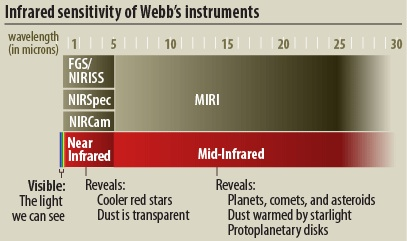
Infographic av JWST-instrument och deras observationsintervall för ljus efter våglängd.
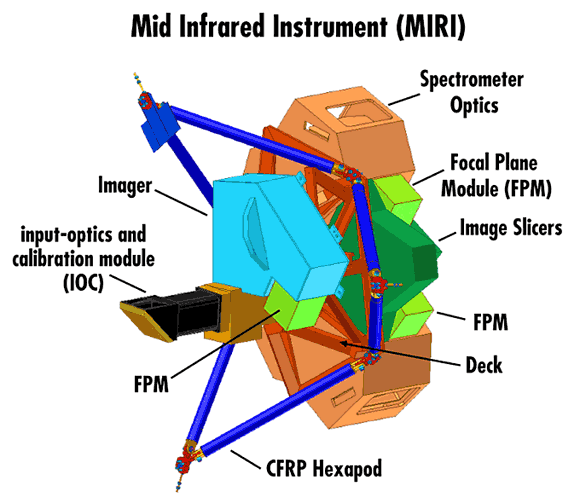
Färgkodat och märkt diagram över MIRI-instrumentet utan kryokylare.
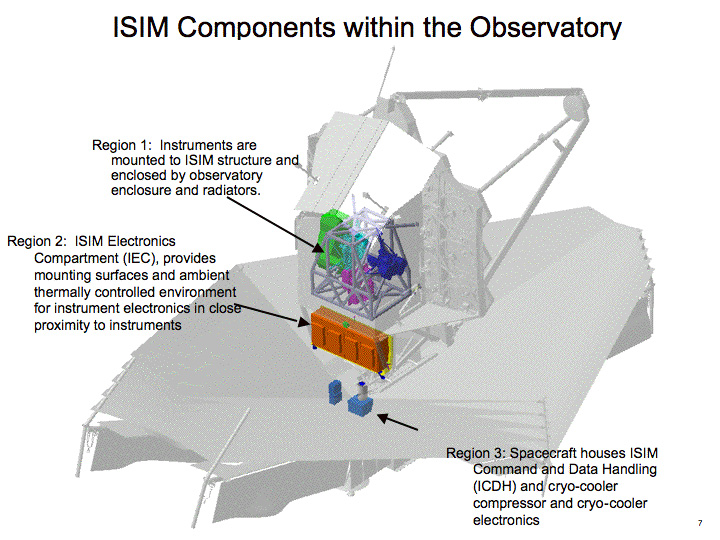
Diagram som markerar ISIM, som visar platsen för MIRI cyrocooler (färgkod blå i ISIM Region 3) i Rymdfarkostbussen, på andra sidan värmeskölden från instrumentet.